# Acaena pallens
Acaena pallens é uma espécie de rosácea do gênero Acaena, pertencente à família Rosaceae.